# Castellterçol
Castellterçol est une commune catalane d'Espagne, située dans la province de Barcelone.

## Histoire
La commune fait partie de la comarque du Vallès Oriental jusqu'en 2015, date à laquelle elle rejoint la nouvelle comarque du Moianès.
Le Museu Enric Prat de la Riba i Sarrà se trouve dans la maison natale de celui qui fut le premier président de la Mancomunitat de Catalunya de 1914 à 1917.